# Lecidella stigmatea
Lecidella stigmatea är en lavart som först beskrevs av Erik Acharius, och fick sitt nu gällande namn av Hertel & Leuckert. Lecidella stigmatea ingår i släktet Lecidella och familjen Lecanoraceae.  Arten är reproducerande i Sverige. Inga underarter finns listade i Catalogue of Life.

## Källor

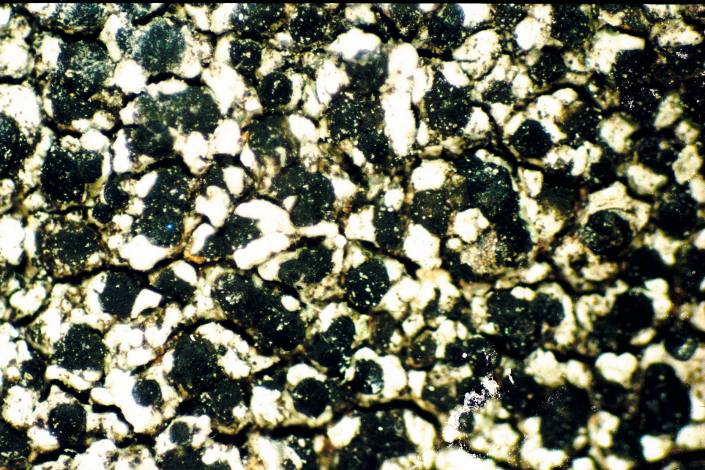
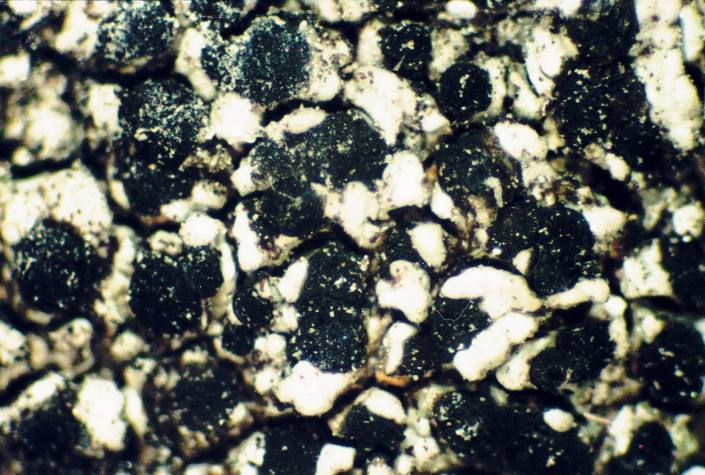
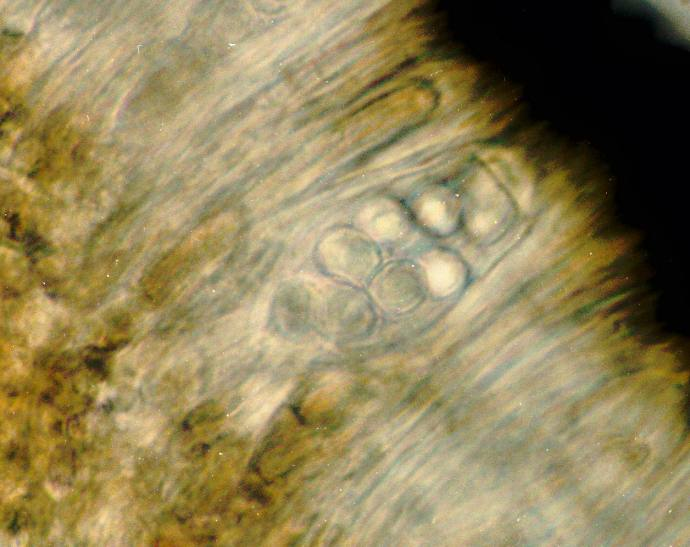
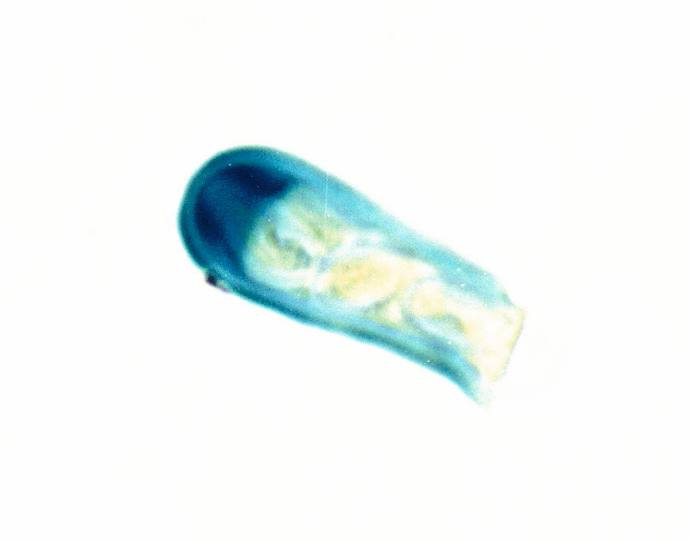
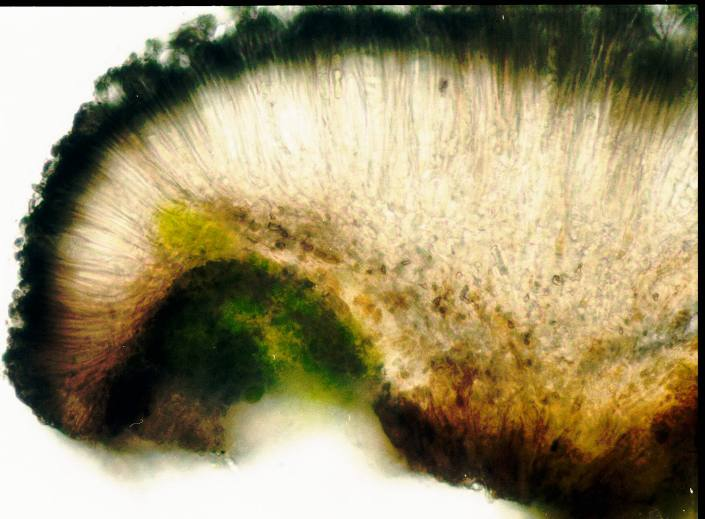
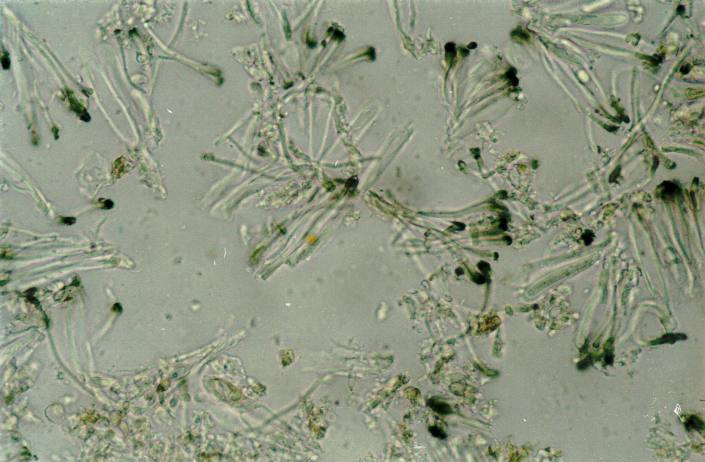
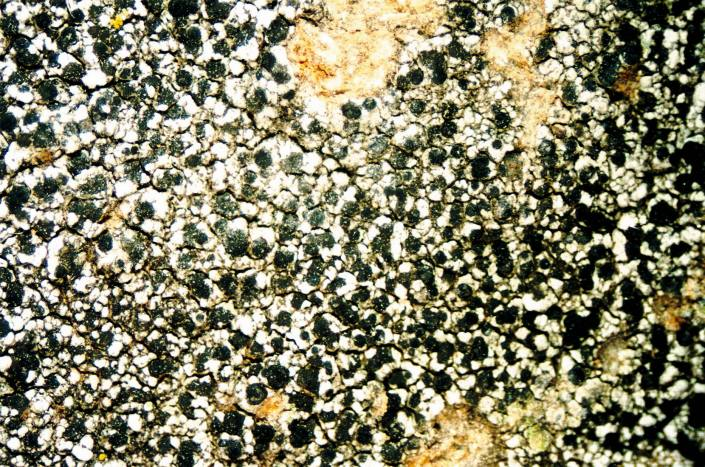